# Ary Murnu
Aristomene Murnu Gheorghiades, cunoscut mai ales cu numele Ary Murnu, (n. 1881, la Xanthi, Imperiul Otoman, azi în Grecia – d. 1971, București) a fost un pictor, grafician și machetator de mărci poștale, bancnote și monede românești, de origine aromână (macedoromână). A fost tatăl sculptorului Ion Lucian Murnu și fratele mai mic al scriitorului, traducătorului și istoricului George Murnu, membru al Academiei Române.

## Biografie
Aristomene Murnu Gheorghiades s-a născut la Xanthi, azi în Grecia, în anul 1881. Tatăl său, Ioan Murnu, studiase la Atena și era profesor de limba elină, latină și franceză, la liceul din Xanthi (azi în Grecia), la gimnaziul din Bitolia, azi în Republica Macedonia, apoi paroh la biserica greco-macedoneană din Budapesta. A fost frate mai mic al lui George Murnu, traducător al epopeilor Iliada și Odiseea..
Ary Murnu a făcut studiile gimnaziale și liceale la Budapesta, după care a studiat la Kunstakademie din München, în Germania. În anii 1902-1904, Ary Murnu a studiat artele frumoase la Iași și la București.
S-a stabilit la București, unde soția sa Claudia i-a dăruit pe unicul său fiu, viitorul artist plastic Ion Lucian Murnu. (1910 - 1984), sculptor, desenator și pictor român. 

## Distincții
- Ordinul Muncii clasa a III-a (21 august 1954) „pentru merite deosebite pe tărîmul construcției de stat, economice, sociale și culturale, cu ocazia celei de a zecea aniversări a eliberării patriei noastre”[5]
- titlul de Artist Emerit al Republicii Populare Romîne (13 ianuarie 1964) „pentru merite deosebite în activitatea desfășurată in domeniul teatrului, muzicii și artelor plastice”[6]
- Ordinul „Meritul Cultural” clasa a III-a (1968) „pentru activitate deosebită în domeniul artelor plastice”[7]

## Expoziții
- „Ary Murnu – Povești” - Casa Memorială „Vasile Pogor”, 18 aprilie-30 iunie 2016
- De la propaganda politică la baby boom - Muzeul Județean de Istorie Brașov, 25 martie-25 iulie 2016
- De la propaganda politică la baby boom - PostModernism Museum, Bucuresti, 29 iunie-1 octombrie 2015
- Murnu, neam de artiști, Galeria Dialog, Bucuresti, 12 februarie-12 aprilie 2015
- Expoziție de carte aromână și expoziție de artă Ary Murnu și Ion Lucian Murnu, Biblioteca Națională a României, 15 februarie-22 martie 2013

## Legături externe
- Desene de Ary Murnu (1920-1930)
- Ary Murnu
- Ary Murnu, lambiek.net